# Puccinia lagenophorae
Puccinia lagenophorae ist eine Ständerpilzart aus der Ordnung der Rostpilze (Pucciniales). Der Pilz ist ein Endoparasit von Greiskräutern und Lagenophora-Arten. Symptome des Befalls durch die Art sind Rostflecken und Pusteln auf den Blattoberflächen der Wirtspflanzen. Sie ist in Australien und Europa verbreitet.

## Merkmale

### Makroskopische Merkmale
Puccinia lagenophorae ist mit bloßem Auge nur anhand der auf der Oberfläche des Wirtes hervortretenden Sporenlager zu erkennen. Sie wachsen in Nestern, die als gelbliche bis braune Flecken und Pusteln auf den Blattoberflächen erscheinen.

### Mikroskopische Merkmale
Das Myzel von Puccinia lagenophorae wächst wie bei allen Puccinia-Arten interzellulär und bildet Saugfäden, die in das Speichergewebe des Wirtes wachsen. Die Spermogonien des Pilzes sind unbekannt. Die becherförmigen Aecien der Art wachsen in großen orangen Gruppen an Stängeln und Blättern des Wirtes. Ihre orangen Aeciosporen sind 10–16 × 10–16 µm groß, leicht kugelig und warzig. Uredien bildet der Pilz offenbar nicht aus. Die versprengt auf den Stängeln der Wirtspflanzen wachsenden Telien der Art sind meist dunkelbraun, pulverig und lange bedeckt. Die dunkelbraunen Teliosporen sind ein- bis zweizellig, in der Regel stumpfkeulig bis breitellipsoid, doppelt oder dreifach gefurcht und 20–40 × 12–18 µm groß. Ihre Stiele sind farblos und 20–40 µm lang.

## Verbreitung
Das bekannte Verbreitungsgebiet von Puccinia lagenophorae umfasst Australien und Europa. Sie stammt wohl aus Australien und erreichte von dort aus Europa.

## Ökologie
Die Wirtspflanzen von Puccinia lagenophorae sind verschiedene Greiskraut- (Senecio) und Lagenophora-Arten. Der Pilz ernährt sich von den im Speichergewebe der Pflanzen vorhandenen Nährstoffen, seine Sporenlager brechen später durch die Blattoberfläche und setzen Sporen frei. Die Art verfügt über einen Entwicklungszyklus mit Spermogonien, Aecien und Telien; Uredien werden nicht ausgebildet. Sie macht keinen Wirtswechsel durch.